# Mycosphaerella pseudovespa
Mycosphaerella pseudovespa är en svampart som beskrevs av Carnegie 2007. Mycosphaerella pseudovespa ingår i släktet Mycosphaerella och familjen Mycosphaerellaceae.   Inga underarter finns listade i Catalogue of Life.